# Facerea lumii (film din 1958)
Facerea lumii (titlul original: în cehă Stvoření světa, franceză La Création du monde) este un film de animație coproducție franco-cehoslovacă, realizat în 1958 de regizorul Eduard Hofman, după Geneza din Biblie.

## Rezumat
Filmul este o comedie despre crearea universului în șase zile, cu diavolul care încurcă dar contribuie și el în felul lui.

## Distribuție voci
- ediția cehoslovacă:
  - naratorul – Jan Werich
  - Antonín Jedlička
  - Bohuslav Kupšovský
- ediția franceză:
  - naratorul, Domnul – François Périer
  - naratoarea, îngerii – Martine Sarcey

## Melodii din film
Cântecele în număr de treizeci, sunt interpretate de formația Settleři.